# 克里斯托弗 (喬治亞州)
克里斯托弗（英語：Christopher）是位於美國喬治亞州查塔胡其縣的一個鬼鎮。由於此地已於20世紀被荒廢，本地已無人居住。

## 地理
克里斯托弗的座標為32°19′38″N 84°43′50″W / 32.32722°N 84.73056°W，而該地的平均海拔高度為116米（即381英尺）。